# 新立屯镇
新立屯镇，是中华人民共和国辽宁省锦州市黑山县下辖的一个乡镇级行政单位。

## 行政区划
新立屯镇下辖以下地区：
铁北社区、光明社区、兴顺社区、新华村、双山子村、大八家子村、荒地村、泉眼村、黄台村、王庄屯村、上火石岭村、东关村和北关村。